# Daranaliq
Daranaliq (o Daranali) fou una regió de l'oest d'Armènia a la vall de l'Eufrates en la primera part del seu recorregut abans de girar al sud en direcció a Melitene.
Limitava al nord amb la regió romana d'Orient de Nicòpolis; a l'est amb l'Ekeleatz (Keltzene); al sud amb la comarca de Muzur i la Sofene; i a l'oest amb l'Eufrates i la comarca d'Aghiun.
La ciutat principal fou Kamakh o Kemakh al centre, a la riba de l'Eufrates.
A la partició d'Armènia el 387 entre Roma i Pèrsia, Daranaliq fou part de la zona d'influència romana junt amb la Derzene, Keltzene, l'Acisilene, la Khorzene, la Balabitene, l'Astianene, la Sofene o Sofanene i l'Anzitene; a la resta, que va quedar sota influència persa, se la va conèixer com a Persarmènia.